# یاغجی‌لار (یوسف‌علی)
یاغجی‌لار (به ترکی استانبولی: Yağcılar) یک منطقهٔ مسکونی در ترکیه است که در یوسف‌علی واقع شده‌است. یاغجی‌لار ۱۷۴ نفر جمعیت دارد.